# Pegaz
Pegaz (grško: Πήγασος, Pégasos) je krilati konj iz grške mitologije, ki je skočil iz trupa gorgone Meduze, ko ji je Perzej odsekal glavo.

Dandanes je Pegaz tudi pogosto upodobljen v filmih, animiranih filmih, knjigah, računalniških igrah, prav tako je del v industriji igrač.

## Etimologija
Pegazovo grško ime Πήγασος Heziod povezuje z besedo πηγή, pêgế = "izvir", "vir". Namreč, kjerkoli je ta konj udaril s kopitom ob tla, je nastal izvir.
Najverjetneje ime izvira iz luvijske besede pihassas = "strela" ali pihassasas = "bog groma in strele". Tudi pri Heziodu Pegaz služi kot prinašalec strel Zevsu.

## Značilnosti
Pegaz je živel v visokih planinah, največ na gori Helikon, domu Muz. Letel je s hitrostjo vetra. Bil je prekrasen, močan in močnih kopit. Bil pa je tudi nežen in moder ter čistega srca - lahko je odletel vse do Olimpa. Pegaz je prinašal Zevsu strele. Kasneje se je poročil z Euipo s katero je ustvaril naraščaj krilatih konjev.
S pomočjo Atene in Pozejdona ga je ulovil grški heroj Belerofon v bližini izvira Peirene. Pegaz je heroju dovolil da ga je jahal, da bi lahko premagal pošast Himero, nato sta naredila še mnoge druge podvige. Njegov jahač je nekoč padel z njegovega hrbta pri poskusu da doseže goro Olimp. Zevs ga je zato spremenil v ozvezdje Pegaz in postavil na nebo.

## Simbolika
Simbolika, ki jo nosi Pegaz se je s časom spreminjala. Bil je simbol modrosti in slave v času od Srednjega veka do renesanse, ko je postal simbol poezije in vir inspiracije, še posebej v 19. stoletju. Pegaz je tema zelo bogate ikonografije, posebej v starogrškem lončarstvu in slikarstvu ter v renesančnem kiparstvu.